# جوردن الجنوبية
جوردن الجنوبية (بالإنجليزية: South Jordan)‏ هي مدينة تقع في ولاية يوتا الأمريكية. نهر جوردن en [الإنجليزية] يعبر من خلال وسط الوادي والمدينة عبر تفرع جوردن ريفير بارك واي en [الإنجليزية] بطول 3.5 ميل (5.6 كم), وتجد في تلك المنطقة برك صيد، متنزهات وحدائق عامة.
كانت مدينة جوردن التي تأسست على بعد 18 ميلا (29 كلم) جنوب مدينة سولت ليك سيتي (Salt Lake City) على طول ضفاف نهر جوردن في عام 1859 من قبل مستوطنين مورمون. جوردن الجنوبية بلدة زراعية في معظم تاريخها، واليوم بعد أن نمت وأصبحت مجتمع حضاري لمدينة سولت ليك سيتي البالغة عدد سكانها في 2009 حوالي 54,730 نسمة.

## التركيبة السكانية
حدّد مكتب تعداد الولايات المتحدة بيانات التركيبة السكانية لجوردن الجنوبية في تعداد الولايات المتحدة. في ما يلي، التركيبة السكانية حسب تعدادي 2000 و2010.

### تعداد عام 2000
بلغ عدد سكان جوردن الجنوبية 29,437 نسمة بحسب تعداد عام 2000، وبلغ عدد الأسر 7,507 أسرة وعدد العائلات 6,771 عائلة مقيمة في المدينة. في حين سجلت الكثافة السكانية 510.2 نسمة لكل كيلومتر مربع (1,321.4/ميل2). وبلغ عدد الوحدات السكنية 7,721 وحدة بمتوسط كثافة قدره 133.8 لكل كيلومتر مربع (346.5/ميل2).
وتوزع التركيب العرقي للمدينة بنسبة 95.51% من البيض و0.30% من الأمريكيين الأفارقة و0.10% من الأمريكيين الأصليين و1.01% من الأمريكيين ذوي الأصول الآسيوية و0.48% من سكان جزر المحيط الهادئ و1.29% من الأعراق الأخرى و1.31% من عرقين مختلطين أو أكثر و3.27% من الهسبانيون أو اللاتينيون من أي عرق.
بلغ عدد الأسر 7,507 أسرة كانت نسبة 62% منها لديها أطفال تحت سن الثامنة عشر تعيش معهم، وبلغت نسبة الأزواج القاطنين مع بعضهم البعض 83.3% من أصل المجموع الكلي للأسر، ونسبة 5% من الأسر كان لديها معيلات من الإناث دون وجود شريك،  بينما كانت نسبة 1.9% من الأسر لديها معيلون من الذكور دون وجود شريكة وكانت نسبة 9.8% من غير العائلات. تألفت نسبة 7.9% من أصل جميع الأسر من عدة أفراد يعيشون في نفس المنزل ونسبة 3.4% كانت تتألف من شخص يعيش بمفرده يبلغ من العمر 65 عاماً أو أكثر. وبلغ متوسط حجم الأسرة المعيشية 3.92، أما متوسط حجم العائلات فبلغ 4.16.
بلغ العمر الوسطي للسكان 25.3 عاماً. وكانت نسبة 39.2% من القاطنين تحت سن الثامنة عشر، وكانت نسبة 10.5% بين الثامنة عشر والرابعة والعشرين عاماً، ونسبة 27.1% كانت واقعةً في الفئة العمرية ما بين الخامسة والعشرين والرابعة والأربعين عاماً، ونسبة 18.5% كانت ما بين الخامسة والأربعين والرابعة والستين، ونسبة 4.7% كانت ضمن فئة الخامسة والستين عاماً فما فوق. يوجد لكل 100 أنثى 100.7 ذكر، ويوجد لكل 100 أنثى في الثامنة عشر من عمرها فما فوق 98.4 ذكر.
بلغ متوسط دخل الأسرة في المدينة 75,433 دولارًا، أما متوسط دخل العائلة فبلغ 76,809 دولارًا. وكان متوسط دخل الذكور 52,165 دولارًا مقابل 30,260 دولارًا للإناث. وسجل دخل الفرد الخاص بالمدينة 20,938 دولارًا. وكانت نسبة 0.9% من العائلات ونسبة 1.7% من السكان تحت خط الفقر، وكان من هؤلاء نسبة 2.3% تحت سن الثامنة عشر ونسبة 1.8% في الخامسة والستين من العمر وما فوق.

### تعداد عام 2010
بلغ عدد سكان جوردن الجنوبية 50,418 نسمة بحسب تعداد عام 2010، وبلغ عدد الأسر 14,333 أسرة وعدد العائلات 12,319 عائلة مقيمة في المدينة. في حين سجلت الكثافة السكانية 873.8 نسمة لكل كيلومتر مربع (2,263.1/ميل2). وبلغ عدد الوحدات السكنية 14,943 وحدة بمتوسط كثافة قدره 259 لكل كيلومتر مربع (670.8/ميل2).
وتوزع التركيب العرقي للمدينة بنسبة 91.52% من البيض و0.67% من الأمريكيين الأفارقة و0.21% من الأمريكيين الأصليين و2.60% من الأمريكيين ذوي الأصول الآسيوية و0.87% من سكان جزر المحيط الهادئ و1.76% من الأعراق الأخرى و2.37% من عرقين مختلطين أو أكثر و5.97% من الهسبانيون أو اللاتينيون من أي عرق.
بلغ عدد الأسر 14,333 أسرة كانت نسبة 51.2% منها لديها أطفال تحت سن الثامنة عشر تعيش معهم، وبلغت نسبة الأزواج القاطنين مع بعضهم البعض 76.5% من أصل المجموع الكلي للأسر، ونسبة 6.6% من الأسر كان لديها معيلات من الإناث دون وجود شريك،  بينما كانت نسبة 2.8% من الأسر لديها معيلون من الذكور دون وجود شريكة وكانت نسبة 14.1% من غير العائلات. تألفت نسبة 11% من أصل جميع الأسر من عدة أفراد يعيشون في نفس المنزل ونسبة 4.2% كانت تتألف من شخص يعيش بمفرده يبلغ من العمر 65 عاماً أو أكثر. وبلغ متوسط حجم الأسرة المعيشية 3.52، أما متوسط حجم العائلات فبلغ 3.82.
بلغ العمر الوسطي للسكان 29.9 عاماً. وكانت نسبة 34.8% من القاطنين تحت سن الثامنة عشر، وكانت نسبة 8.9% بين الثامنة عشر والرابعة والعشرين عاماً، ونسبة 27.5% كانت واقعةً في الفئة العمرية ما بين الخامسة والعشرين والرابعة والأربعين عاماً، ونسبة 21.7% كانت ما بين الخامسة والأربعين والرابعة والستين، ونسبة 7.1% كانت ضمن فئة الخامسة والستين عاماً فما فوق. وتوزع التركيب الجنسي للسكان بنسبة 50.1% ذكور و49.9% إناث.